# Spidey and His Amazing Friends
Spidey and His Amazing Friends (Spidey y sus sorprendentes amigos en Hispanoamérica y Spidey y su superequipo en España) es una serie de televisión infantil de superhéroes animada por computadora basada en el personaje Spider-Man.
Se estrenó el 6 de agosto de 2021 en Disney Junior. Después del estreno de la serie, la serie se renovó para una segunda temporada. El programa presenta versiones jóvenes de los personajes de Marvel.
La tercera temporada de la serie empezó a emitirse en enero de 2024.

## Premisa
La serie sigue las aventuras de Peter Parker / Spidey, Miles Morales / Espín, y Gwen Stacy / Ghost-Spider mientras luchan contra villanos como Duende Verde, Doc Ock, y Rhino. Electro, Gata Negra y Hombre de Arena. Spidey, Spin y Ghost-Spider a veces recibían ayuda de otros superhéroes.

## Personajes

### Principales
- Peter Parker / Spidey (voz de Benjamin Valic): un superhéroe titular que lanza telarañas.[4]
  - WEB-STER (voz de Nicholas Roye) - una supercomputadora que ayuda a Spidey, Spin y Ghost-Spider.[5]
  - TRACE-E (voz de Dee Bradley Baker): un Spider-Bot que es el compañero de Spidey.[6][7]
- Miles Morales / Espín (voz de Jakari Fraser): el mejor amigo de Peter y el segundo superhéroe lanzador de telarañas.[8][6]
  - TWIST-E (voz de Dee Bradley Baker): Un Spider-Bot que es el compañero de Spin.[9]
- Gwen Stacy / Ghost-Spider (voz de Lily Sanfelippo): Una amiga de Peter y Miles y tercera superheroína que lanza telarañas.[4]
  - TWIRL-E (voz de Dee Bradley Baker): un Spider-Bot que es el compañero de Ghost-Spider.[10]

### Apoyando
- Tía May (voz de Melanie Minichino): la tía de Peter.[11]
- Rio Morales (voz de Gabrielle Ruiz): la madre de Miles, que es médica de urgencias.[12]
- Jeff Morales (né Davis) (voz de Eugene Byrd): El padre de Miles.[13]
- Det. Helen Stacy (voz de Kari Wahlgren): La madre de Gwen,  Quién es un detective de la policía de Nueva York.[12]
- Sr. Von Carnegie (voz de John Eric Bentley): el propietario del museo.[14]

### Aliados
- Ms Marvel (voz de Sandra Saad): Una Inhumana que puede extender sus extremidades.[15]
- Pantera negra (voz de Tru Valentino): El rey de Wakanda.[11]
- Hulk (voz de Armen Taylor): un superhéroe con energía gamma.[16]
- Iron Man (voz de John Stamos): un superhéroe con armadura que es el director ejecutivo de Industrias Stark.
- Ant-Man (voz de Sean Giambrone): un superhéroe que puede cambiar su tamaño.
- Avispa (voz de Maya Tuttle): una superheroína que puede volar y cambiar de tamaño. Ella es la compañera de Ant-Man.
- Reptil (con la voz de Hoku Ramirez en la temporada 2, Ryan Lopez en la temporada 3) - Un superhéroe que puede convertirse en diferentes dinosaurios. Le otorgó al Equipo Spidey sus trajes Dino-Web durante la Temporada 3.
- Ben Grimm / Thing (voz de Andy Milder)[17] - Un miembro de Los 4 Fantásticos con piel de roca y súper fuerza.
  - H.E.R.B.I.E. (voz de Tim Dadabo)[18] - El robot ayudante de Thing.
- Chica Ardilla (voz de Emma Berman): una superheroína con temática de ardilla.
  - Tippy-Toe (efectos vocales proporcionados por Darin De Paul) - Una ardilla que es la mejor amiga y compañera de Chica Ardilla.
- White Tiger (voz de Kylie Cantrall): una superheroína vestida como una tigresa blanca.
- Chica Luna (voz de Diamond White) - Una superheroína que se especializa en el uso de dispositivos, como su Bubble Blaster.[19]
  - Dinosaurio Diablo (efectos vocales proporcionados por Fred Tatasciore)[19]- Un dinosaurio y compañero de Chica Luna.

### Villanos
- Doc Ock (voz de Kelly Ohanian): Un criminal con tentáculos mecánicos.[20]
  - Octobots - un grupo de robots con temática de pulpo que trabajan para Doc Ock.
    - CAL (voz de Dee Bradley Baker): el esbirro Octobot de Doc Ock.
- Duende Verde (voz de JP Karliak): un criminal con temática de duende que monta en un planeador y lanza bombas de calabaza.[21]
- Rhino (voz de Justin Shenkarow): un supervillano con temática de rinoceronte.[22]
- Electro (voz de Stephanie Lemelin): una supervillana con poderes eléctricos.
- Gata Negra (voz de Jaiden Klein): una joven ladrona que se viste como un gato.
- Hombre de Arena (voz de Thomas F. Wilson): un supervillano basado en la arena que puede generar, controlar y convertirse en arena.

## Episodios
| Temporada | Temporada | Episodios | Episodios | Emisión original     | Emisión original        |
| Temporada | Temporada | Episodios | Episodios | Primera emisión      | Última emisión          |
| --------- | --------- | --------- | --------- | -------------------- | ----------------------- |
|           | 1         | 25        | 25        | 6 de agosto de 2021  | 8 de julio de 2022      |
|           | 2         | 29        | 29        | 19 de agosto de 2022 | 10 de noviembre de 2023 |
|           | 3         | —         | —         | 8 de enero de 2024   | —                       |

## Producción

### Desarrollo
Marvel Animation anunció su primera serie preescolar Spidey y sus sorprendentes amigos en agosto de 2019.Disney Junior renovó la serie para una segunda temporada en agosto de 2021.

### Música
Patrick Stump, conocido por ser vocalista de la banda de pop punk rock Fall Out Boy, interpretó el tema principal de la serie y es el autor y compositor.

## Lanzamiento
Spidey y sus sorprendentes amigos se estrenó con una serie de 11 episodios cortos titulada Meet Spidey and His Amazing Friends el 21 de junio de 2021 en Disney Channel y Disney Junior, y seguido de Disney+ el 16 de julio.
La serie completa se estrenó el 6 de agosto con una transmisión simultánea en Disney Junior y Disney Channel, más tarde en Disney+ el 22 de septiembre de 2021.